# Івахновецька сільська рада
Івахнове́цька сільська́ ра́да — адміністративно-територіальна одиниця та орган місцевого самоврядування в Чемеровецькому районі Хмельницької області. Адміністративний центр — село Івахнівці.

## Загальні відомості
- Територія ради: 3,512 км²
- Населення ради: 1 018 осіб (станом на 2017 рік)

## Населені пункти
Сільській раді були підпорядковані населені пункти:
- с. Івахнівці

## Склад ради
Рада складалася з 12 депутатів та голови.
- Голова ради: Слупко  Михайло  Іванович
- Секретар ради: Гук Лілія Петрівна

### Керівний склад попередніх скликань
| Прізвище, ім'я, по батькові           | Основні відомості                                                         | Дата обрання | Дата звільнення |
| ------------------------------------- | ------------------------------------------------------------------------- | ------------ | --------------- |
| Мельник Сергій Антонович              | Сільський голова, 1949 року народження, безпартійний                      | 26.03.2006   | 05.06.2009      |
| Збуровський Володимир Костянтинович   | Сільський голова, 1966 року народження, член Народної партії              | 20.06.2010   | 31.10.2010      |
| Збуровський Волододимир Костянтинович | Сільський голова, 1966 року народження, освіта вища, член Народної партії | 31.10.2010   | 06 11 2015      |

Примітка: таблиця складена за даними сайту Верховної Ради України

### Депутати
За результатами місцевих виборів 2015 року депутатами ради стали:

#### За суб'єктами висування
| Суб'єкт висування | Кількість обраних депутатів 12 |     |
| ----------------- | ------------------------------ | --- |
| Самовисування     | 12                             | 100 |

#### За округами
| № округу | Прізвище, ім'я, по батькові     | Дата визнання обраним | Освіта             | Партійна приналежність | Відомості про обраного депутата                      |
| -------- | ------------------------------- | --------------------- | ------------------ | ---------------------- | ---------------------------------------------------- |
| 1        | Цимбалістий Сергій Михайлович   | 25 10 2015            | вища               | позапартійний          | Агроном                                              |
| 2        | Іваник Оксана Євгенівна         | 25 10 2015            | вища               | позапартійна           | Учитель                                              |
| 3        | Яричовська Алла Михайлівна      | 25 10 2015            | середня спеціальна | позапартійна           | завідувачка дитячого садка                           |
| 4        | Смола Тетяна Анатоліївна        | 25 10 2015            | вища               | позапартійна           | ПП "Аграрна компанія 2004" бухгалтер                 |
| 5        | Українець Олег Віленович        | 25 10 2015            | середня спеціальна | позапартійний          | ПП "Аграрна компанія 2004 бригадир саду              |
| 6        | Яричовський Андрій Петрович     | 25 10 2015            | середня спеціальна | позапартійний          | ПП "Аграрна компанія 2004" інженер току              |
| 7        | Мамчура Вікторія Володимирівна  | 25 10 2015            | середня спеціальна | позапартійна           | Івановецька школа І-ІІ ступенів працівник бібліотеки |
| 8        | Осика Тетяна Миколаївна         | 25 10 2015            | середня спеціальна | позапартійна           | Івахновецька сільська рада, бухгалтер.               |
| 9        | Цимбалістий Михайло Васильович  | 25 10 2015            | середня технічна   | позапартійний          | ПП "Аграрна компанія 2004" інженер МТП               |
| 10       | Крижанівська Людмила Мар*янівна | 25 10 2015            | середня спеціальна | позапартійна           | Івахновецький будинок культури директор              |
| 11       | Гук Лілія Петрівна              | 25 10 2015            | базова віища       | позапартійна           | Івахновецька сільська рада, секретар                 |
| 12       | Збуровська Римма Анатоліївна    | 25 10 2015            | вища               | позапартійна           | Івахновецька загальноосвітня школа І-ІІ ст., учитель |
| 13       |                                 |                       |                    |                        |                                                      |
| 14       |                                 |                       |                    |                        |                                                      |
| 15       |                                 |                       |                    |                        |                                                      |
| 16       |                                 |                       |                    |                        |                                                      |